# Ziko van Dijk

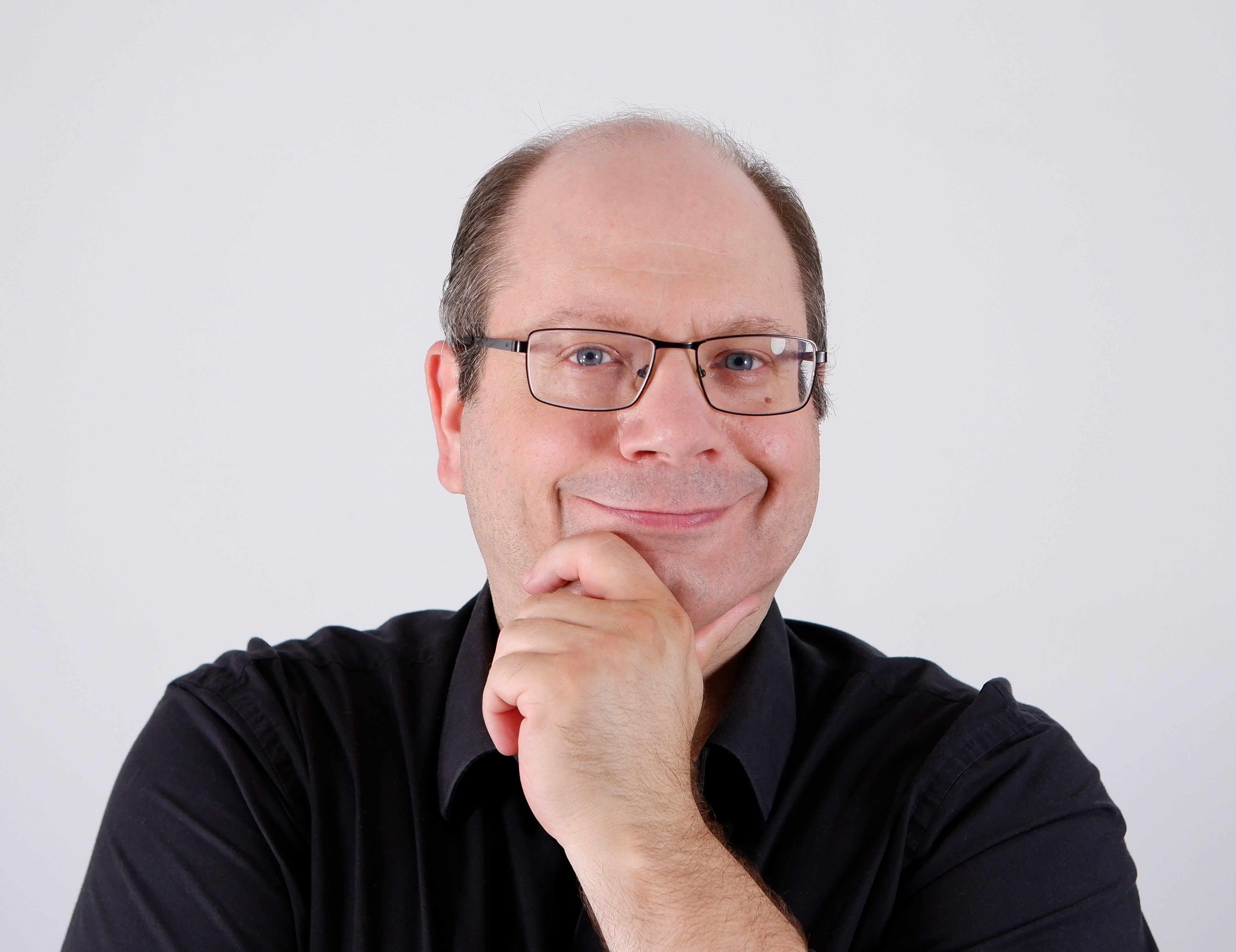
Ziko van Dijk (2022)

Marcus „Ziko“ van Dijk, geb. Sikosek (* 1973 in Kirchhellen), ist ein in den Niederlanden lebender deutscher Historiker, Esperantist und Wikipedianer. Er gründete 2014 gemeinsam mit Michael Schulte das Klexikon, ein Online-Lexikon für Kinder, und war von 2011 bis 2014 Vorsitzender des Vereins Wikimedia Nederland.

## Leben und Wirken
Ziko van Dijk studierte Germanistik und Geschichtswissenschaft an der Ruhr-Universität Bochum und der Universität zu Köln (Magister artium). Als Promovend war er von 2003 bis 2005 Bibliothekar und Archivar an der Bibliothek Hector Hodler in Rotterdam. Im November 2006 promovierte er mit der Arbeit Die neutrale Sprache. Eine politische Geschichte des Esperanto-Weltbundes am Institut für die Geschichte internationaler Beziehungen der Universität Utrecht. Der Germanist und Historiker Martin C. Wald kommt in einer Rezension zu dem Schluss, diese Dissertation sei „als Standardwerk zu diesem Spezialthema zu gebrauchen.“
Im Rahmen seiner Betätigung als Esperantist ab 1987/1988 hatte van Dijk verschiedene Positionen der Deutschen Esperanto-Jugend und des Deutschen Esperanto-Bundes inne, war Redakteur der Esperanto aktuell und Gastdozent in Barlaston, dem Hauptsitz der Esperanto Association of Britain.
Neben historischen Veröffentlichungen auf und zum Esperanto ist van Dijk, der seit August 2003 unter dem Pseudonym Ziko ehrenamtlicher Wikipedia-Autor ist, durch Publikationen zur „freien Enzyklopädie“ hervorgetreten. Es erschienen Vikipedio por vi. Kiel ĝi funkcias, kiel vi kontribuas (2008), das Handbuch Wikipedia. Wie Sie zur freien Enzyklopädie beitragen (2010) und zuletzt die Einführung Wikis und die Wikipedia verstehen (2021). Darüber hinaus hat er unter anderem in den Fachzeitschriften Historische Zeitschrift, Osteuropa (eine Einführung zum Esperanto und seiner Relevanz für Osteuropa) und Language Problems and Language Planning (eine Untersuchung zu Plansprachen in der Wikipedia) veröffentlicht und den Artikel zum Esperanto in der Enzyklopädie jüdischer Geschichte und Kultur verfasst.
Van Dijks Forschungsinteresse gilt der Geschichte des Esperanto sowie der neueren und neuesten politischen Geschichte Deutschlands und der Niederlande. Er war 2015 Lehrbeauftragter an der Technischen Universität Dortmund und hat derzeit (Stand 2024) einen Lehrauftrag an der Universität Duisburg-Essen.
Seit seiner Heirat mit der niederländischen Esperantistin Ingeborg van Dijk im September 2006 verwendet er ihren Namen als Gebrauchsnamen; nach niederländischem Recht führt er jedoch weiterhin seinen Geburtsnamen. Die linksliberalen Democraten 66 in Oude IJsselstreek unterstützt er seit 2010.

## Schriften

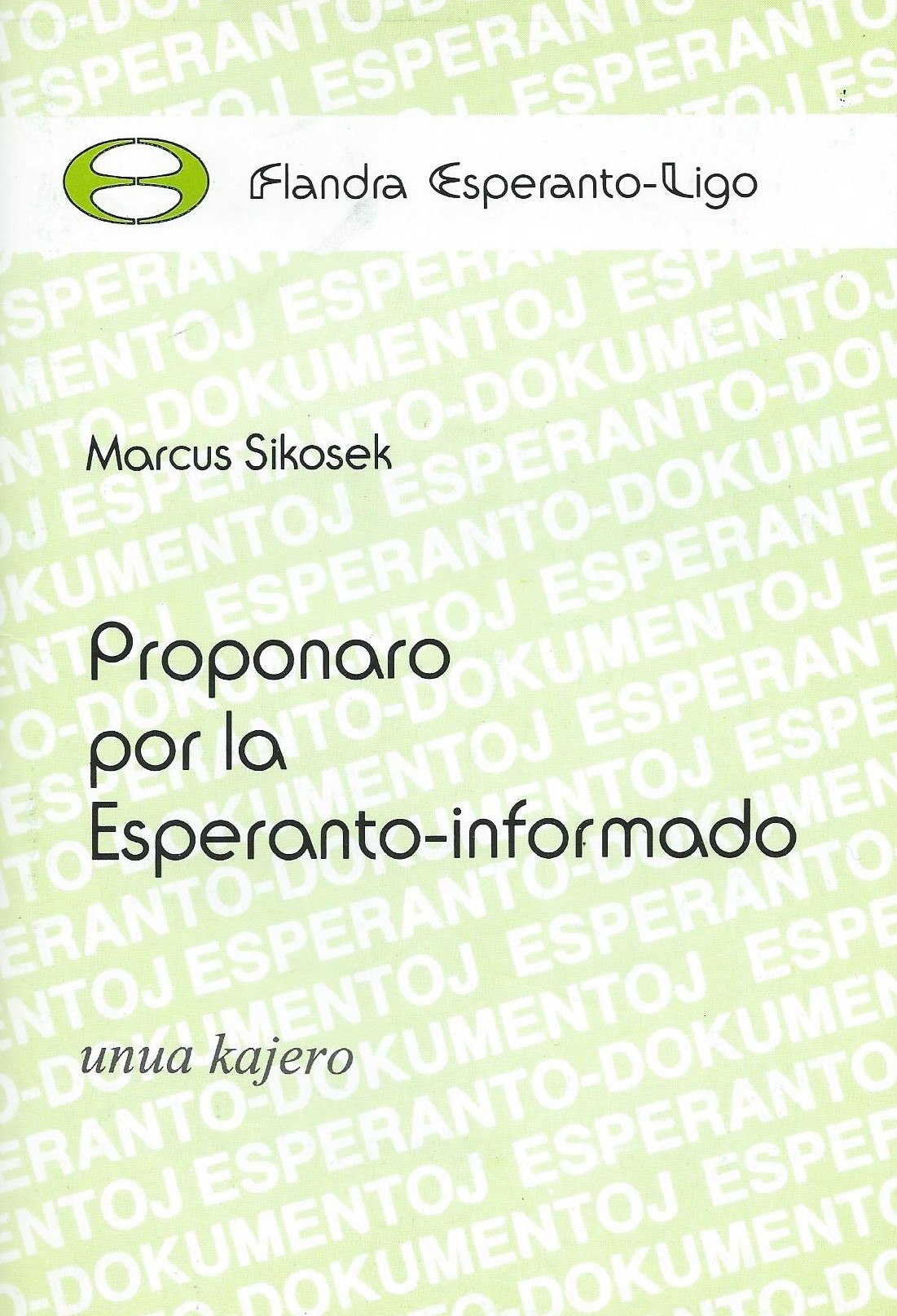
Proponaro por la Esperanto-informado

- Proponaro por la Esperanto-informado. Flandra Esperanto-Ligo, Antwerpen 1995, ISBN 90-71205-61-4.
- Esperanto sen mitoj. Mensogoj kaj memtrompoj en la esperanto-informado [Esperanto ohne Mythen. Lügen und Selbsttäuschungen der Esperanto-Information]. Flandra Esperanto-Ligo, Antwerpen 1999, ISBN 90-71205-70-3 (2. Aufl. 2003).
- Sed homoj kun homoj. Universalaj kongresoj de esperanto 1905–2005. Universala Esperanto-Asocio, Rotterdam 2005, ISBN 92-9017-087-5.
- Die neutrale Sprache. Eine politische Geschichte des Esperanto-Weltbundes. Skonpres, Bydgoszcz 2006, ISBN 978-83-89962-03-4 (zugleich: Dissertation, Universität Utrecht).
- Informado praktike. Flandra Esperanto-Ligo, Antwerpen 2007, ISBN 978-90-77066-29-4.
- La Asocio. Skizoj kaj studoj pri la historio de UEA. Flandra Esperanto-Ligo, Antwerpen 2008, ISBN 978-90-77066-37-9 (archive.org).
- Vikipedio por vi. Kiel ĝi funkcias, kiel vi kontribuas. Espero, Partizánske 2008, ISBN 978-80-89366-01-9.
- Wikipedia. Wie Sie zur freien Enzyklopädie beitragen. Open Source Press, München 2010, ISBN 978-3-941841-04-8 (wikimedia.org).
- Historio de UEA. Espero, Partizánske 2012, ISBN 978-80-89366-15-6.
- Wikis und die Wikipedia verstehen. Eine Einführung (= Edition Medienwissenschaft. Band 87). Transcript, Bielefeld 2021, ISBN 978-3-8376-5645-9, doi:10.1515/9783839456453 (Open Access).